# Producto laminado

Esquema del proceso de laminado.

Los productos laminados son aquellos productos fabricados usualmente para su empleo en estructuras de edificación y obra civil. Se distinguen:
- Perfil IPN
- Perfil IPE
- Perfil HE
- Perfil UPN
- Perfil L
- Perfil LD
- Perfil T
- Redondo
- Cuadrado
- Rectangular
- Chapa